# Hoffeld (Eifel)
Hoffeld település Németországban, Rajna-vidék-Pfalz tartományban. Lakosainak száma 303 fő (2023. december 31.).

## Népesség
A település népességének változása:
| Lakosok száma | 323  | 281  | 278  | 298  | 303  | 303  |
|               | 1975 | 2017 | 2019 | 2021 | 2022 | 2023 |